# Palmyra (Indiana)
Palmyra è un comune degli Stati Uniti d'America, situato nello Stato dell'Indiana, diviso tra la contea di Harrison.